# Jindřich Larisch-Mönnich II.
Jindřich hrabě von Larisch-Mönnich II. (13. února 1850 Ebelsberg, Rakousko – 8. prosinec 1918 zámek Solca) byl rakouský šlechtic, průmyslník a uhlobaron. Jako majitel uhelných dolů na Karvinsku patřil k nejbohatším podnikatelům Rakouska-Uherska, vlastnil několik honosných zámků (Fryštát, Solca, Ráj). Zastával také řadu veřejných funkcí, v letech 1886–1918 byl zemským hejtmanem ve Slezsku.

## Život
Pocházel ze šlechtického rodu Larischů, respektive Larisch-Mönnichů, byl nejstarším synem hraběte Jana Larisch-Mönnicha (1821–1884), rakouského ministra financí a nejvyššího maršálka císařského dvora, matkou byla Františka, rozená Kastová z Ebelsbergu (1828–1902). Narodil se v Horním Rakousku na zámku Ebelsberg, který patřil rodině jeho matky. Vyrůstal nejprve v Rakousku, větší část dětství strávil v Karviné, kde rodina vlastnila několik sídel. Studoval nejprve soukromě, později na gymnáziu v Těšíně. Mluvil především německy, česky dokázal komunikovat jen omezeně, navíc ve specifickém slezském nářečí. V roce 1868 navštívil s otcem Itálii a obdržel audienci u papeže Pia IX. Po maturitě studoval práva na vídeňské univerzitě, v této době pobýval v rodovém paláci ve Vídni, studia ale nedokončil a již od počátku 70. let se podílel na správě rodinného majetku.

### Veřejná činnost

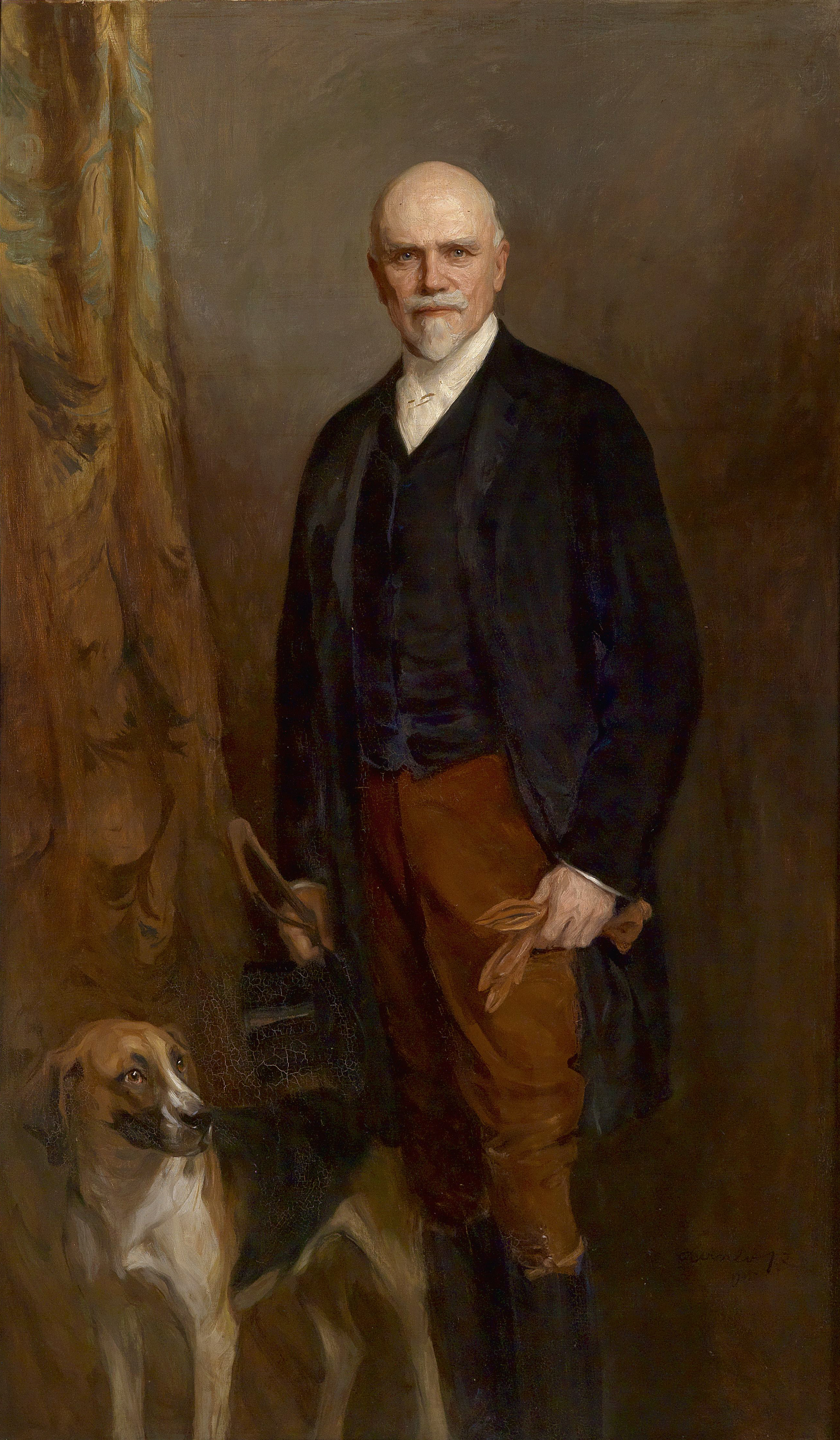
Portrét z roku 1905

V roce 1879 byl jmenován c. k. komořím, po otcově úmrtí se stal dědičným členem Panské sněmovny (1884; dědičné členství mu náleželo jako majiteli fideikomisu), kde se připojil ke straně Mittelpartei. Téhož roku byl zvolen do Slezského zemského sněmu za velkostatkářskou kurii a již v roce 1886 jmenován zemským hejtmanem ve Slezsku. Tuto funkci zastával přes třicet let, věnoval se jí však jen spíše z ceremoniálního hlediska a z jeho nečetných vystoupení na půdě zemského sněmu nelze vysledovat jeho politické zaměření. V roce 1889 byl jmenován c. k. tajným radou a při příležitosti třicátého výročí ve funkci obdržel od řady slezských měst čestné občanství. Na funkci zemského hejtmana rezignoval v září 1918, formálně je uváděn v úřadu až do 2. listopadu 1918, kdy zaniklo Rakousko-Uhersko. Za zásluhy byl nositelem velkokříže Leopoldova řádu a Řádu železné koruny I. třídy, ruského Řádu sv. Stanislava a pruského Řádu červené orlice, byl též čestným rytířem Maltézského řádu. Zastával také řadu funkcí v různých organizacích, v letech 1886–1898 byl předsedou Rakousko-slezské společnosti pro lesnictví, předsedou Spolku rakouských báňských, hutních a strojírenských průmyslníků nebo protektorem Spolku rakouských Slezanů ve Vídni, angažoval se také v aktivitách Červeného kříže.

### Podnikatel

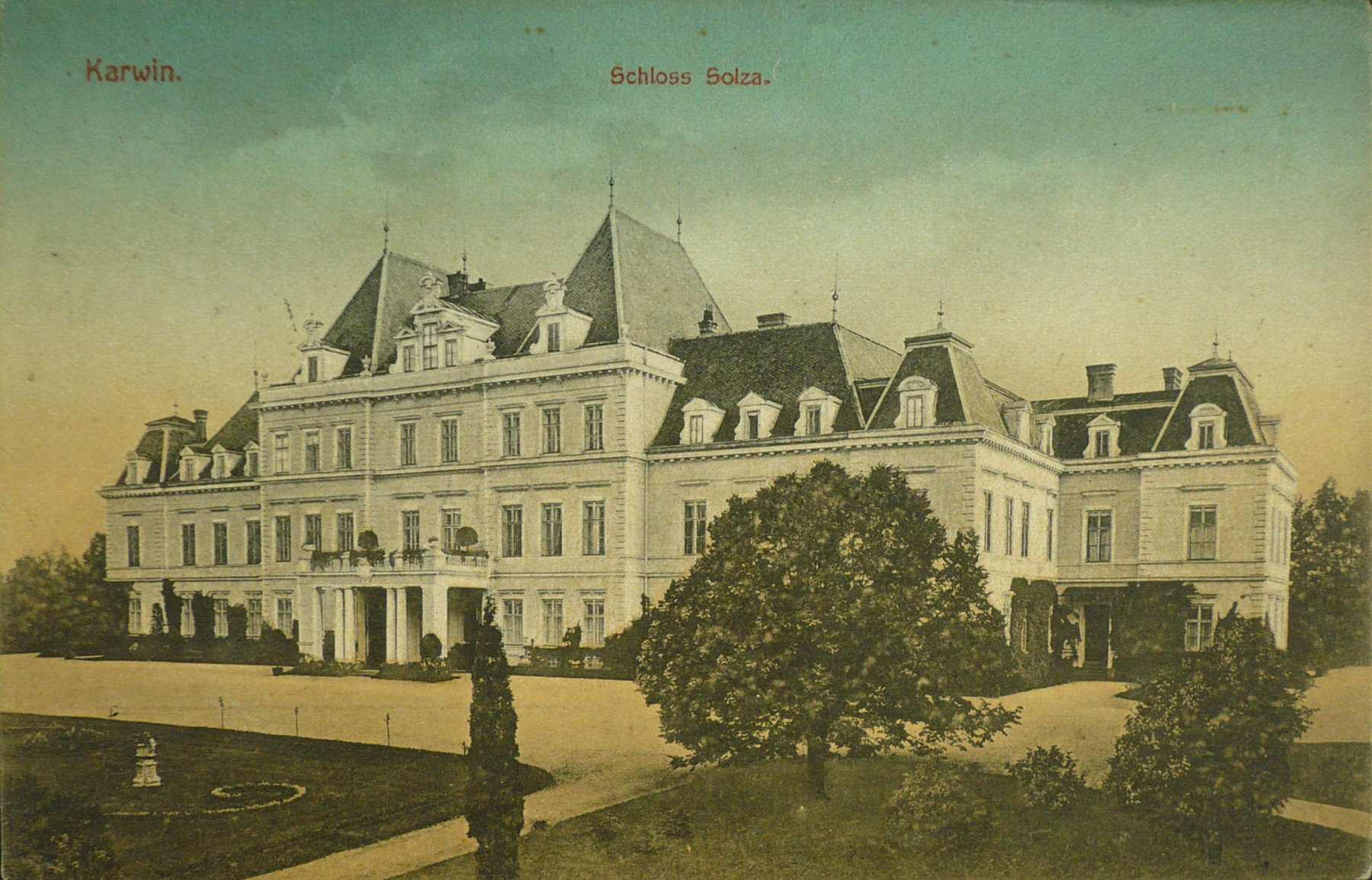
Hlavní rodové sídlo zámek Solca

Nejdůležitější součástí rodinného podnikání byla těžba černého uhlí na Karvinsku, kterou Larischové rozvíjeli již od 18. století. Jindřich Larisch převzal po otci čtyři doly, v roce 1911 byl uveden do provozu pátý důl František v Horní Suché. Před první světovou válkou představovala produkce Larischových dolů 11% procent těžby celého Ostravsko-karvinského revíru. Jako jeden z největších zaměstnavatelů v monarchii byl dlouhodobě konfrontován se vzrůstajícím dělnickým hnutím, které konkrétně v jeho případě sílilo s ohledem na nebezpečnou a špatně placenou práci v dolech. Veřejné kritice byl Larisch vystaven především v roce 1894 po velkém důlním neštěstí v Karviné, při kterém zahynulo 235 horníků.
Na těžbu uhlí navazovaly další průmyslové provozy, které uhlí zpracovávaly nebo jejich produkce byla naopak používány v dolech. V roce 1887 vznikl parostrojní lihovar v Karviné, později byla zřízena rafinerie mineráních olejů v Bohumíně. Na jámě Jan Karel byla rozšířena koksovna a spojena s továrnou na čpavek. Specifickým odvětvím Larischových podnikatelských aktivit bylo lázeňství v Darkově, kam vstoupil jako podílník koncem 19. století. Spolu s Darkovem koupil v roce 1899 od Beesů statek Ráj, kde inicioval novobarokní přestavbu zámku (1899–1903) zbořeného v roce 1980. Přes mohutný rozvoj těžby uhlí byly důležitou součátí larischovských velkostatků nadále rozsáhlé lesy a ke zpracování dřeva byla postavena velká elektrická pila. Jindřich Larisch také rozšířil rozsah velkostatků, přikoupil Bohumín (1886), Šenov (1893) a další menší pozemky. V roce 1908 koupil Javoří v dnešním Polsku. Rozsah velkostatku Karviná činil 8 156 hektarů půdy, s dalšími statky zahrnovaly pozemky Larischů přibližně 10 000 hektarů půdy. Od doby Jindřichova otce se také zdvojnásobil počet zaměstnanců a před první světovou válkou pro Larische pracovalo téměř 4 500 lidí.

### Soukromý život a mecenát
Mezi jeho zájmy patřilo jezdectví, chov koní a lov. Na hony zajížděl i do zahraničí a kvůli tomu byl také často kritizován v tisku, že podnikání a loveckým zábavám věnuje více času než veřejným záležitostem předurčeným funkcí slezského zemského hejtmana. Jeho hlavním sídlem byl zámek Solca v Karviné dokončený v roce 1873 (byl vážně poškozen za druhé světové války a později kvůli poddolování zbořen), často ale pobýval i na zámku Fryštát, kde strávil dětství. Společenský význam rodiny Larischů v té době dokládají návštěvy příslušníků panovnických dynastií. Karvinou navštívil císař František Josef I. (1906), německý císař Vilém II. a několikrát zde pobýval také následník trůnu František Ferdinand d'Este. Byl též mecenášem umění a podporoval také dobročinné spolky a školství. V letech 1893–1897 byl postaven nový kostel sv. Jindřicha v Karviné, na jehož výstavbu věnoval Larisch 300 000 zlatých. Silné ekonomické zázemí Larischů se projevilo i za první světové války, kdy státu poskytl v několika částkách válečné půjčky v celkové výši 4,7 miliónu korun.

## Rodina
V roce 1871 se ve Fryštátu oženil se svou sestřenicí hraběnkou Henriettou Larischovou (1853–1916), dcerou Lea Larisch-Mönnicha (1824–1872). Henrietta se později stala c. k. palácovou dámou, dámou Řádu hvězdového kříže a čestnou dámou Maltézského řádu. Z jejich manželství se narodilo pět dětí.
- 1. Jan Jindřich František Maria (6. října 1872, Fryštát – 10. listopadu 1962, Palfau, Štýrsko), c. k. tajný rada, komoří, poslanec slezského zemského sněmu, poručík, majitel velkostatku Karviná, manž. 1912 Olivia Fitzpatrick (25. dubna 1894, Saticoy, Kalifornie – 30. března 1971, Palfau)
- 2. Františka Henrietta (2. září 1873, Fryštát – 20. března 1933, Vídeň), c. k. palácová dáma, dáma Řádu hvězdového kříže, jako dědický podíl obdržela čtyři milióny korun v hotovosti, manž. 1895 Leopold III. Albert hrabě ze Šternberka (22. října 1865, Pohořelice – 11. dubna 1937, Brno), c. k. tajný rada, komoří, dědičný člen Panské sněmovny, majitel velkostatků Častolovice, Zásmuky, Malenovice
- 3. Bedřich Evžen (23. ledna 1875, Karviná – 4. října 1963, Mnichov), c. k. komoří, poručík, diplomat, majitel velkostatku Šenov (plus dědický podíl tři milióny korun v hotovosti), manž. 1902 Marie Luisa hraběnka von Beroldingen (19. listopadu 1881, Ludwigsburg – 24. září 1976, Salcburk), c. k. palácová dáma
- 4. Jindřich (20. července 1878, Karviná – 9. ledna 1952, Curych), c. k. komoří, nadporučík, státní úředník, majitel velkostatku Javoří (plus dědický podíl tři milióny korun v hotovosti)
- 5. Eleonora Marie (8. července 1888, Karviná – 3. července 1975, Kißlegg, Bádensko-Württembersko), c. k. palácová dáma, dáma Řádu hvězdového kříže, jako dědický podíl obdržela čtyři milióny korun v hotovosti, manž. 1910 Eugen hrabě Ledebur-Wicheln (14. listopadu 1873, Petrohrad – 12. listopadu 1945, Terezín), JUDr., c. k. komoří, senátor Národního shromáždění Československé republiky 1920–1929, majitel velkostatku Křemýž